# 富貴下村
富貴下村（ふきしもむら）は、かつて愛知県西加茂郡にあった村。
現在の豊田市の一部である（石野地区の松峯町・押沢町・藤沢町・富田町。猿投地区の枝下町・西広瀬町。藤岡地区の上川口町、下川口町、御作町。など）。

## 歴史
- 1889年（明治22年）10月1日 - 松峯村、押沢村、藤沢村、富田村、西枝下村、西広瀬村、上川口村、下川口村、御作村が合併し、富貴下村が発足。
- 1906年（明治39年）7月1日 - 分割され廃止。
  - 富貴下村の一部（上川口・下川口）と高岡村、藤河村が合併し、藤岡村が発足。
  - 御作は、藤岡村に編入。
  - 松峯・押沢・藤沢・富田は、七重村、石下瀬村、中野村、四谷村の一部（元山中）と合併し、石野村が発足。
  - 西枝下・西広瀬は、広澤村、上郷村と合併し、猿投村が発足。

## 教育
- 透成尋常小学校（現・豊田市立西広瀬小学校）